# Eleutherodactylus uranobates
Eleutherodactylus uranobates là một loài ếch trong họ Leptodactylidae. Chúng là loài đặc hữu của Colombia.
Môi trường sống tự nhiên của nó là các khu rừng vùng núi ẩm nhiệt đới hoặc cận nhiệt đới, đồng cỏ ở cao nhiệt đới hoặc cận nhiệt đới, sông, đất canh tác, vùng đồng cỏ, các đồn điền, vườn nông thôn, và đất có tưới tiêu.